# تجمع المشورة (العبر)
'

تعديل مصدري - تعديل

تجمع المشورة هي إحدى قرى عزلة العبر بمديرية العبر التابعة لمحافظة حضرموت، بلغ تعداد سكانها 177 نسمة حسب تعداد اليمن لعام 2004.